# 2006 QF181
2006 QF181 est un objet transneptunien du groupe des cubewanos. 

## Caractéristiques
2006 QF181 mesure environ 132 km de diamètre.